# VRML

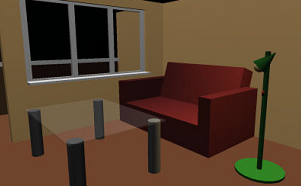
Um ambiente feito em VRML

VRML (Virtual Reality Modeling Language, que significa: Linguagem para Modelagem de Realidade Virtual) é um padrão de formato de arquivo para realidade virtual, utilizado tanto para a Internet como para ambientes desktop. Por meio desta linguagem, escrita em modo texto, é possível criar objetos (malhas poligonais) tridimensionais podendo definir cor, transparência, brilho, textura (associando-a a um bitmap). Os objetos podem ser formas básicas, como esferas, cubos, ovóides, hexaedros, cones, cilindros, ou formas criadas pelo próprio programador, como as extrusões.
Além dos objetos, também é possível acrescentar interatividade a estes por meio de sensores, podendo assim deslocá-los de posição, acrescentar luz, produzir um som quando o objeto é clicado ou o avatar simplesmente se aproxima dele, e abrir um arquivo ou página da Web, ou ainda outra página em VRML, quando o objeto é acionado.
Não é necessário um software específico para a criação de arquivos VRML (embora existam), uma vez que os objetos podem ser todos criados em modo texto. Usualmente as extensões para esta linguagem é .wrl.
Suplantado pela norma X3D, que integra a linguagem VRML com XML e estende as capacidades de modelação e interacção da norma VRML97.

## Programas que geram VRML
- Rhinoceros 3D
- 3ds Max
- Blender
- Wings 3D
- HoloDraw
- Art of Illusion
- DoGA
- SketchUp
- Avatar Studio
- SolidWorks